# Stefan Majtenyi
Stefan Majtenyi (* 21. Juli 1885 in Nagy Majteny; † 27. August 1947 in Eisenstadt) war ein österreichischer Forstinspektor und Politiker während des Austrofaschismus. Majtenyi war verheiratet und von 1934 bis 1937 Abgeordneter zum Burgenländischen Landtag.

## Leben
Stefan Majtenyi wurde als Sohn des Grundbesitzers Wenzel Heidenhofer aus Nagy Majteny geboren. Er besuchte die Volksschule und im Anschluss das Gymnasium in Nagykaroly. Majtenyi absolvierte die Hochschule für Forstwesen in Selmecbanya und schloss sein Studium 1909 als Forstingenieur mit dem akademischen Grad Dipl. Ing. ab. In der Folge ließ Majtenyi seinen Geburtsnamen auf den Namen seines Geburtsortes magyarisieren und arbeitete ab 1911 in der Esterhazy'schen Güterdirektion in Eisenstadt. Majtenyi vertrat den Stand „Land- und Forstwirtschaft“ zwischen dem 11. November 1934 und dem 12. März 1938 im Burgenländischen Landtag. 